# アハズ
アハズ（Ahaz、? - 紀元前715年、在位：紀元前735年 - 紀元前715年）は、ユダ王国の王。名は「ヤハウェは所有する」という意味。

## 在位年の問題
「列王記下」および「歴代誌下」によれば、「アハズは20歳で王となり、16年間エルサレムで王位にあった」（列王記下16:1、歴代誌下28:1、『新共同訳聖書』）。
紀元前735年から紀元前715年という在位年は ウィリアム・オルブライトの説による。エドウィン・ティーレは紀元前732年から紀元前716年という説を出している。

## 来歴
アハズの事跡は旧約聖書「イザヤ書」や「列王記」に詳しい。アッシリアに対して臣従の姿勢を貫いたが、その事と関係して旧約聖書では背教者的に記述される。実際にアハズは、親アッシリア政策の一環としてアッシリアの神々の崇拝をユダに導入したため、偶像崇拝を容認した悪い王とされている。
アハズは先王ヨタムの息子として生まれた。紀元前734年頃、アッシリア王ティグラト・ピレセル3世がシリア方面に進軍したために、アッシリアに臣従の姿勢を取り、貢納を収めた。同時期にアッシリアに服属したダマスコ（シリア）やイスラエル（エフライム）等が同盟を結んで反アッシリアの姿勢を取った。これに対しアハズが親アッシリア政策を維持したため、ダマスコ王レツィンとイスラエル王ペカ・ベン・レマリヤは共謀してアハズ廃位を画策しユダ王国を攻撃した（シリア・エフライム戦争、列下16:5－6、歴下28:5－8）。エルサレムが包囲されるに至って、アハズは預言者イザヤ等の反対を押し切り、ティグラト・ピレセル3世に属王の礼を取って援軍を求め、見返りの貢納を収めた（列下16:7-8、イザヤ書7章）。ティグラト・ピレセル3世は直ちにダマスコとイスラエルを攻撃してダマスコを征服し、イスラエル領土の大半を併合した。
アハズの母や妻妾の名はほとんど伝わっていない。ゼカルヤの娘アビイ（列王記下）ないしアビヤ（歴代誌下）の間に継嗣ヒゼキヤが生まれた。